# Pedagogika

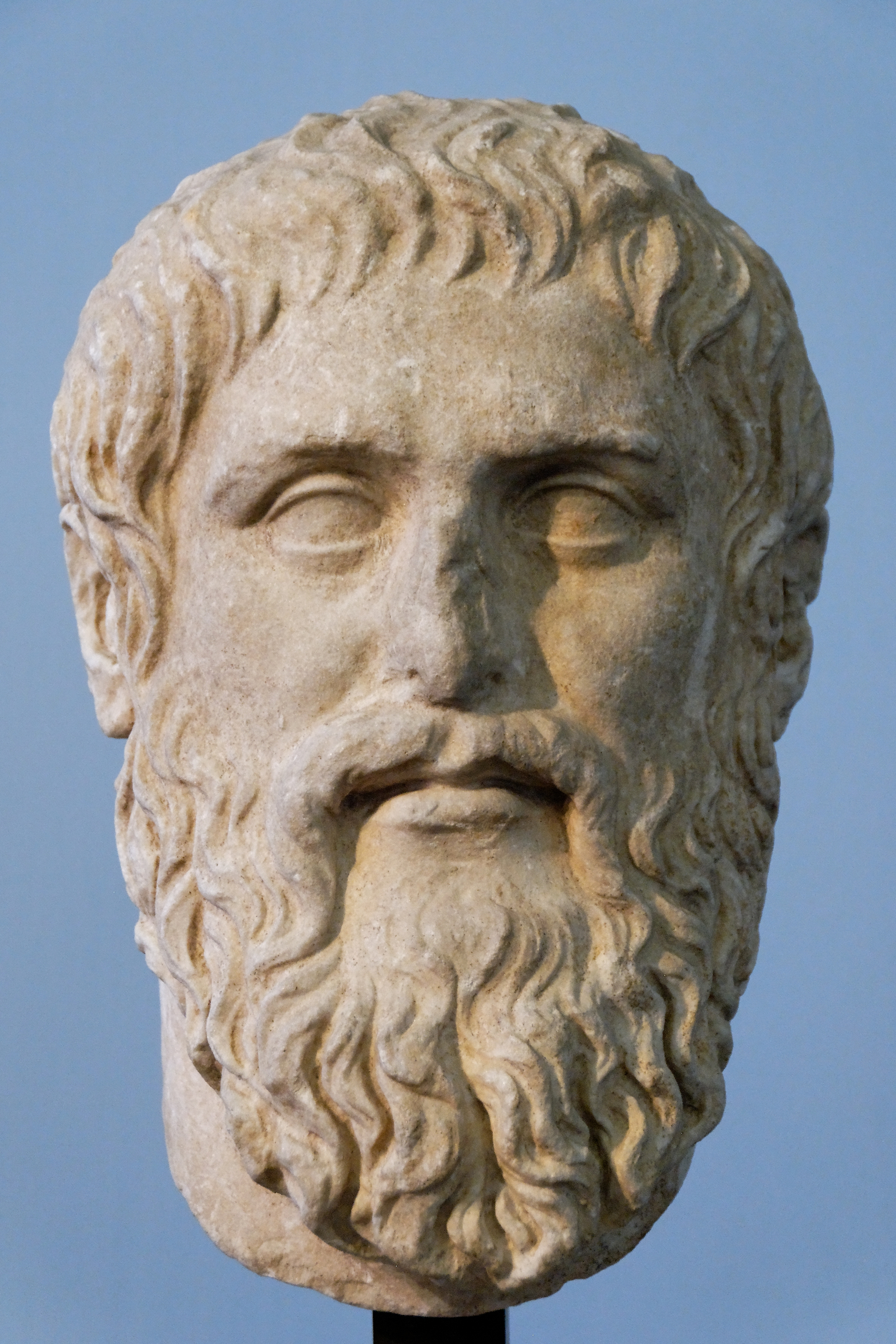
Platón. Mramorová kopie busty od Silania kolem roku 370 př. Kr. zhotovené pro athénskou Akademii.

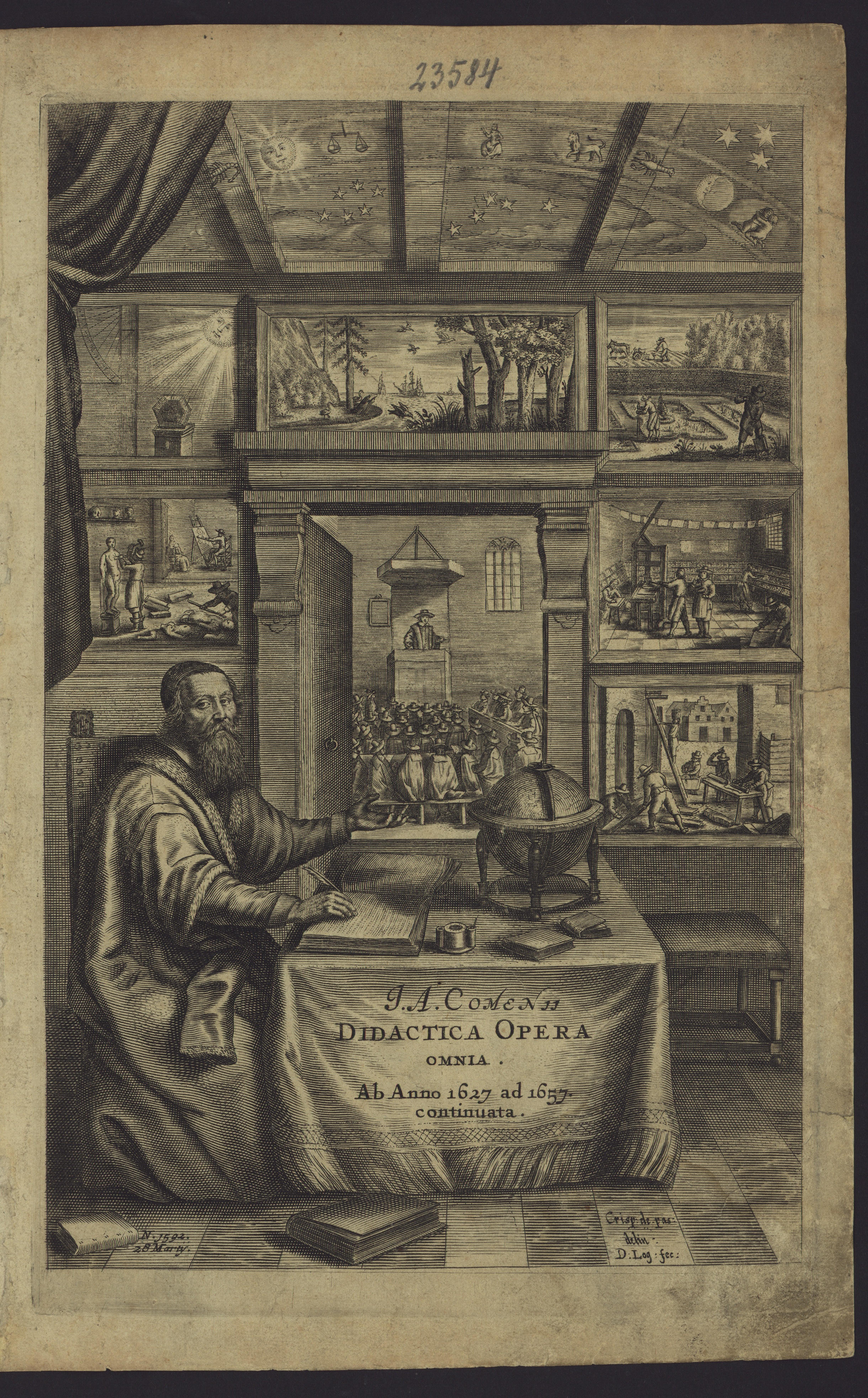
Opera didactica, mědirytinový předtitul sebraných didaktických spisů Jana Ámose Komenského, vydaných v Amsterdamu roku 1657

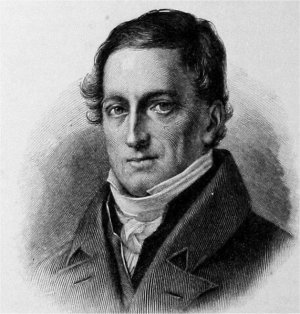
Johann Friedrich Herbart, zakladatel moderní pedagogiky

Pedagogika je společenská věda, která zkoumá podstatu, strukturu a zákonitosti výchovy a vzdělávání jako záměrné, cílevědomé a soustavné činnosti formující osobnost člověka v nejrůznějších sférách života společnosti. Studuje a kriticky hodnotí myšlenkové dědictví minulosti, sleduje vývoj školství, výchovy a vzdělávání v zahraničí a ve spolupráci s dalšími vědními disciplínami formuluje nové vývojové trendy pro různé oblasti výchovy a vzdělávání.
Pedagogika jako obecný obor se dále dělí na konkrétní pedagogiky (např. hudební nebo výtvarná pedagogika) a specializace jako didaktiky konkrétních oborů (např. didaktika matematiky) se svými metodikami. Úzce spolupracuje s psychologií, zejména pedagogickou, ale také v poslední době s neurovědami a psychologií osobnosti.
Vědecká pedagogika studovaná v doktorském studiu na filozofických fakultách (Ph.D.) vychází historicky z filozofie výchovy, na fakultách pedagogických se zaměřuje hlavně na konkrétní didaktiky školních oborů. Hlavním rozdílem je, že filozofická pedagogika hledá, srovnává a analyzuje smysl a pojetí jednotlivých filozofických kategorií pro výchovu a učení obecně v životě (Filozofická fakulta UK), ale pedagogika učitelská je zaměřena spíše prakticky, především pro školní prostředí a vzdělávací soustavu (Pedagogická fakulta UK).
Probíhá spor, nakolik má být pedagogika normativní vědou, tzn. nakolik se má zaměřovat na definování cílů, obsahu a účelu výchovy a nakolik jí má jít především o neutrální popis a objasňování výchovných jevů a procesů. Např. Průcha definuje pedagogiku jako vědu, která „se zabývá (1) vším tím, co vytváří a determinuje nějaké edukační prostředí, (2) procesy, jež se v těchto prostředích realizují, (3) výsledky a efekty těchto procesů.“
V současnosti (2009) neexistuje jednotné pojetí pedagogiky, ani shoda v hlavním účelu pedagogiky. Různá pojetí se liší podle jednotlivých autorů, teoretických směrů i podle kulturní orientace charakteristické pro určitou zemi.
Za zakladatele pedagogiky jako vědy o výchově bývá považován Jan Amos Komenský, za zakladatele moderní pedagogické teorie lze považovat J. F. Herbarta.

## Původ a etymologický význam slova
Slovo pedagogika pochází z antického Řecka. Zde byl slovem paidagógos (řecky: παιδαγωγέω; paidós: dítě, ágein: vést, doprovázet) označován otrok, který pečoval a doprovázel syna (dívky nebyly veřejně vzdělávány) svého pána na cvičení a do školy. Podle dochovaných řeckých a římských spisů se v antické latině slovo paedagogus již objevuje ve významu učitele a vychovatele. Ten, ač byl otrokem, disponoval zvláštní kvalifikací pro vykonávání profese pedagoga. Z latiny bylo slovo paedagogus převzato do většiny indoevropských i jiných jazyků. V českém jazyce pedagogika označuje vědu o výchově a vzdělávání člověka.

## Pojem pedagogika v zahraničí
Pedagogy v angličtině neznamená pedagogika, ale spíše odpovídá českému pojmu obecná didaktika, zatímco českému pedagogika odpovídá svým obsahem anglický termín educational sciences, v překladu edukační vědy. Edukační vědy potom označují velkou skupinu souvisejících disciplín, což je mnohem bližší modernímu pojetí pedagogiky, proto například Jan Průcha preferuje ve svých pracích termín edukační vědy. V nových publikacích se proto také setkáváme s pojmy edukace, edukant, edukátor, edukační realita a dalšími.

## Historie pedagogiky

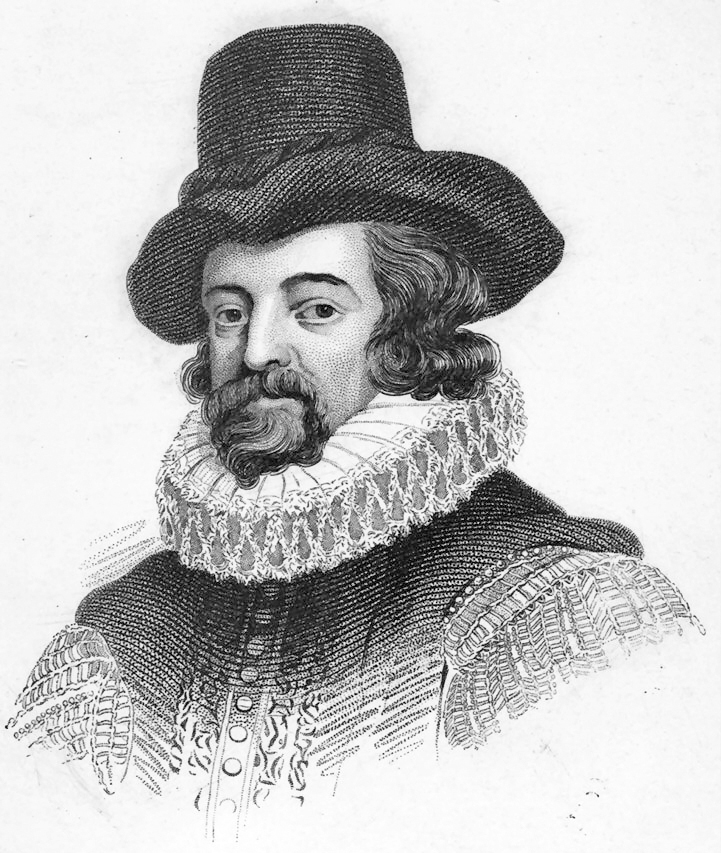
Francis Bacon, filosof, vědec, propagátor vědeckého experimentu, iniciátor novověkého pojetí poznání

Pedagogika má své kořeny ve filozofii, ze které se oddělila až v 19. století. Pedagogice se věnovali například Sofisté, z filozofů pak Sókratés, Platón, Aristotelés a další. Mezi nejvýznamnější teoretiky pedagogiky patří Jan Amos Komenský, John Locke, Jean Jacques Rousseau, Friedrich Fröbel, Adolf Diesterweg, Johann Heinrich Pestalozzi, Johann Friedrich Herbart, Gustav Adolf Lindner, Konstantin Dmitrijevič Ušinskij, Lev Nikolajevič Tolstoj, Herbert Spencer, Francis Bacon a další.

## Moderní versus tradiční pedagogika
Tradiční pedagogika byla pojímána jako především aplikovaná (užitá) věda a zdůrazňovala se její normativní funkce, tzn. její teorie byla zaměřována hlavně na to, aby vytyčovala nebo předpisovala ideální podobu toho, čeho se má výchovou jedinců, skupin, národa dosáhnout.
Moderní pedagogika se naproti tomu zaměřuje na neutrální popis toho, jak fungují edukační mechanismy, klade důraz na vědeckou deskripci (popis), analýzu a explanaci (vysvětlení a pochopení) problémů edukační reality. Významnou charakteristikou moderní pedagogiky je realizace a rozvoj pedagogického výzkumu.

## Antipedagogika a postpedagogika
Postpedagogika je přístup k dětem takový, aby nebyl ani invazní, ani naléhavý, nenutili je, ale abychom byli přítomni v takové vzdálenosti, z jaké je možné akceptovat dítě takovým, jakým je „tady a ted".
Tento postoj vůči  dítěti vyžaduje specifický prostor a čas. Tento přístup lze nazvat amikací. Je to prostřední cesta mezi násilím a úplnou rezignací. Je to konec výchovy a zároveň začátek druhého proudu antipedagogiky v oblasti výchovy.

## Základní pojmy pedagogiky
Edukační prostředí (edukační realita) je jednoduše prostředí, v kterém probíhají edukační procesy. Edukační procesy jsou takové činnosti lidí, při nichž dochází k učení na straně nějakého subjektu (edukant), jemuž je exponován nějakým jiným subjektem (edukátor) přímo nebo zprostředkovaně (např. textem) určitý druh informace.
Pedagogickou vědou jsou nejvíce probádány edukační procesy, které obsahují řízené učení, kterým se rozumí učení, které je zvnějšku nějak regulováno a organizováno tak, aby bylo účinné (typicky se s nimi můžeme setkat např. ve škole). Jako procesy s neřízeným učením se označují procesy, kdy dochází k vědomé autoregulaci učení (např. při samostudiu). Pro oba druhy výše zmíněných procesů je společná intencionalita – subjekt usiluje o to, aby se učil; jedná se o záměrné učení. Bezděčným (náhodným, spontánním) učením se pedagogika nějak hlouběji nezabývá.
Charakter edukačních procesů má úzký vztah k charakteru edukačního prostředí, v kterém se tyto procesy odehrávají. Z hlediska pedagogiky jsou zajímavé především fyzikální parametry prostředí (osvětlení, prostorové dispozice, využití barev), psychosociální parametry prostředí (vztahy mezi edukanty a edukátory) a druh subjektů, kteří jsou v daném prostředí přítomni (např. rodiče, děti, sourozenci, příbuzní v rodinném prostředí versus důstojníci, poddůstojníci, vojáci ve vojenském prostředí).
Dalším významným pojmem pedagogiky jsou edukační konstrukty, což jsou různé teorie, plány, modely, předpisy a jiné teoretické výtvory, které nějakým způsobem určují či ovlivňují reálné edukační procesy (tzn. např. učební plány, didaktické testy, vysvědčení či různé certifikáty, učebnice, výukové filmy, programy, ale i veškeré produkty pedagogické teorie, jako monografie, referáty na konferencích apod.).
Pojem edukace významově zahrnuje pojmy výchova i vzdělávání. Výchova je záměrné působení na osobnost jedince s cílem dosáhnout změn v různých složkách jeho osobnosti, pojem má eticko-normativní nádech, mluví se o výchově mravní, vlastenecké, estetické, citové, výchově k rodičovství a manželství, výchově k míru, apod. Vzdělávání je proces záměrného a organizovaného osvojování poznatků, dovedností, postojů aj., realizovaný prostřednictvím edukačního procesu. Výsledek tohoto procesu by mohl být označen výrazem „naučenost“. Výchova i vzdělávání jsou součástí socializace.

## Struktura pedagogiky
Pedagogika zahrnuje jak teorii, tak výzkum. Jedná se o základní i aplikovanou, multiparadigmatickou a často interdisciplinární vědu (čerpá především z psychologie, sociologie, filozofie a dalších věd).

### Rozdělení pedagogiky podle Brezinky
Brezinka rozdělil pedagogiku na tři samostatné disciplíny, a to: Věda o výchově, Filozofie výchovy a Praktická pedagogika.
Věda o výchově obsahuje výchovu samotnou a také vzdělávání, které je záměrné osvojování si poznatků, dovedností či kompetencí. Netýká se však již hodnot, ale pouze vědomostí a schopností. Předmětem vědy o výchově je realita jako výchova, což je zkoumání bez záměru. Dále specifičnost pedagogiky, kde se vše porovnává a hledá se účelový vztah. Podle Pařízka je výchova chápána jako jev, jehož podstatným znakem je záměrné, soustavné a organizované působení na člověka. Výchovu nám popisují výroky, které jsou tří druhů. Prvním je výrok deskriptivní, který popisuje přesně dané věci a lze jej verifikovat, tzn. ověřit jeho správnost. Dalším je výrok hodnotový, který se již nedá ověřit a je v něm zobrazena norma, jak by něco mělo být, či zachycuje hodnocení. Posledním je výrok normativní, který se týká norem, hodnot nebo také idejí.
Filozofii výchovy se dá shrnout jako něco, „jak by to mělo být“. Předmětem filozofie výchovy jako normativní disciplíny jsou hodnota, mravnost, dobro, norma a víra. Otokar Chlup však říká: „Pedagogika jako věda o výchově studuje a stanoví normy všestranného chování, didaktika jako teorie vyučování normy správného vyučování... Jako věda normativní stanoví pedagogika buď celistvé nebo konečné či jednotlivé a částečné cíle, k nimž mají směřovati činnosti a pochody výchovy a výuky.“ V současné době je ale útlum této disciplíny.
Praktická pedagogika je deskriptivní i normativní formou, určuje jak vyučovat a opírá se tak o obě předchozí disciplíny. Řeší, jak by mělo vypadat ideální vyučování, a má praktický účel. V rámci praktické pedagogiky je nepostradatelnou součástí vyučování. Vyučování je disciplína o předávání obsahu, tzv. řízený proces. Podle Hirsta je vyučování intencionální aktivita, kdy je dosaženo učení. Existuje několik pohledů na vyučování. Prvním z nich je, že vyučování je aktivita zdravého rozumu. Tento termín byl převzat z anglosaských vod, vylučuje odbornou stránku a nejsou potřeba specifické postupy. Dalším pohledem je vyučování jako umění, kde je podstatná osobnost učitele. Vyučování jako řemeslo, je třetím pohledem a je založeno na zkušenosti a zdokonalování se v něm léty získanou praxí a nabytými intuicemi a informacemi. Dále je vyučování jako aplikovaná věda, kde se jedná o technický způsob náhledu. Učitelé by měli dodržovat přesně dané vyzkoumané normy. Posledním pohledem je vyučování jako reflektivní praxe, které je založeno na evaluaci. Vede k tomu, že učitelé nad sebou musí přemýšlet.

### Disciplíny pedagogiky
Strukturování pedagogiky se liší autor od autora. Průcha uvádí následující disciplíny (obory) pedagogiky:
- Dějiny pedagogiky a školství
- Obecná pedagogika – základní pedagogická disciplína, která usiluje o systematizaci a interpretaci základních pedagogických jevů a zákonitostí, řeší též metodologické otázky a základní terminologii pedagogiky.
- Srovnávací pedagogika (komparativní pedagogika) – popisuje a porovnává pedagogické teorie, výchovně-vzdělávací systémy a školské soustavy v různých zemích či regionech a to v kontextu historickém, sociálním, ekonomickém, politickém, kulturním, apod.
- Filozofie výchovy – zabývá se smyslem a účelovostí edukace (výchovy a vzdělávání), hodnotami v edukaci, otázkou řízení a kontroly edukace, etickými otázkami výchovy, možnostmi a mezemi lidského poznání a jeho předávání z generace na generaci, člověkem a jeho vychovatelností atd.
- Teorie výchovy
- Sociologie výchovy – zabývá se sociálními aspekty edukace, místem a funkcí edukace ve společnosti, v dané kultuře, vztahy mezi edukací a sociální strukturou a sociální mobilitou, podmínkami a sociálními důsledky činnosti výchovných a vzdělávacích institucí. Mezi hlavní témata sociologie výchovy patří např. rovnost vzdělávacích příležitostí, jazyková a sociální podmíněnost vzdělavatelnosti, postoje ke vzdělávání, vztahy rodina-škola-komunita aj.
- Pedagogická antropologie – snaží se objasňovat edukaci a její vývoj v celistvém pohledu na člověka na základě biologických a sociálních poznatků o lidském rodu, např. ve vztahu k různým omezením i možnostem člověka daným rozdíly v myšlení a komunikaci, způsobech chování, ve zvycích, v tradicích, rituálech, náboženském přesvědčení, sdíleném právu, hodnotách atd. mezi jednotlivými sociálními, etnickými, rasovými a jinými skupinami populace (zkoumá např. i genderové rozdíly).
- Ekonomie vzdělávání – zkoumá vzájemnou souvislost mezi ekonomickými a edukačními procesy (např. rozvoj vzdělanostní struktury populace a tvorba HDP). Typické otázky oboru se týkají kvality výstupů edukačního systému ve vztahu k vloženým nákladům, financování školství, vztahů mezi vzděláním, kvalifikací lidí a jejich uplatnění na trhu práce, otázek marketingu škol apod.
- Pedagogická psychologie – zabývá se využitím psychologických poznatků v pedagogice. Psychologicky analyzuje předpoklady, průběh a výsledky edukace, zkoumá např. psychický vývoj dítěte v souvislosti s jeho schopností osvojovat si různé poznatky a dovednosti, kognitivní procesy, které edukant využívá při učení, sociální vztahy, komunikaci i celkové klima ve škole a dalších edukačních prostředích, strategii a styl výuky v závislosti na věku žáků, vyučovacím předmětu, jejich motivaci, schopnostech, vzájemné kooperaci apod., změny osobnosti navozené výchovně-vzdělávacím procesem atd.
- Speciální pedagogika – zabývá se edukací osob s ohledem na jejich speciální výchovné a vzdělávací potřeby v oblasti fyzické, psychické nebo sociální. Zkoumá jejich pracovní a společenské možnosti, usiluje o jejich integraci do společnosti a sleduje komplexní rozvoj jejich osobnosti. Speciální pedagogika se dělí do následujících podoborů:
  - Etopedie – edukace a reedukace (převýchova) sociálně nepřizpůsobené, obtížně vychovatelné nebo jinak sociálně narušené mládeže (např. mravně narušené mládeže)
  - Psychopedie – edukace osob mentálně retardovaných
  - Somatopedie – edukace osob tělesně postižených či znevýhodněných (např. dlouhodobě nemocných). Spadá sem i edukace osob s mírně odlišným duševním vývojem od normy, tzn. např. osob s lehkou mozkovou dysfunkcí (LMD či ADHD) nebo osob se specifickými poruchami učení.[11]
  - Logopedie – zabývá se korekcí nebo odstraňováním poruch řeči (koktavost, vady ve výslovnosti aj.)
  - Surdopedie – edukace osob s různými vadami sluchu (částečná nebo úplná hluchota aj.)
  - Tyflopedie (též oftalmopedie) – edukace osob se zrakovým postižením (částečná slabozrakost, slepota aj.)
- Sociální pedagogika
- Pedagogika volného času
- Pedagogika sportu
- Andragogika – zabývá se vzděláváním dospělých osob
- Obecná didaktika
- Oborové a předmětové didaktiky
- Technologie vzdělávání
- Pedagogická evaluace
- Pedagogická diagnostika
- Pedeutologie – zabývá se výzkumem činnosti pedagoga
- Teorie řízení školství
- Vzdělávací politika
- Pedagogická prognostika

(Průcha, s. 26, pouze seznam disciplín, nikoliv popisy)

## Studium pedagogiky
Pedagogika jako aplikovaná disciplína se v České republice vyučuje na středních pedagogických školách nebo vyšších odborných školách s pedagogickým zaměřením a především na vysokých školách v oborech s pedagogickým zaměřením.
Konkrétní didaktiky oborů se studují hlavně na pedagogických fakultách (např. didaktika českého jazyka, učitelství biologie apod.) jako pětiletý obor učitelství pro ZŠ a SŠ v mgr. studiu nebo jako tříleté a čtyřleté doktorské studium didaktiky. Kromě pedagogických fakult se pedagogika na VŠ vyučuje na více než 30 jiných fakultách, obvykle v rámci studia učitelství pro SŠ (např. učitelství matematiky na Matematicko-fyzikální fakultě UK nebo učitelství latinského jazyka na Filozofické fakultě UK apod.).
Studium pedagogiky jako vědecké disciplíny vycházející z filozofie výchovy poskytují ve třetím stupni studia – tříletém a čtyřletém doktorském studiu (Ph.D.) v mezinárodním měřítku Univerzita Karlova, Filozofická fakulta, Katedra pedagogiky, a Univerzita Karlova, Pedagogická fakulta, Katedra pedagogiky. Obor akreditovala i Masarykova univerzita, Filozofická fakulta, Ústav pedagogických věd.
Speciální pedagogiku lze studovat na Univerzitě Karlově, Pedagogické fakultě, Katedře speciální pedagogiky, v bakalářském, magisterském a doktorském studiu.
Primární pedagogiku lze studovat na Univerzitě Karlově, Pedagogické fakultě, Katedře primární pedagogiky, v bakalářském, magisterském a doktorském studiu.
Sociální pedagogiku lze studovat na Univerzitě Karlově, Filozofické fakultě, Katedře pedagogiky, v bakalářském a magisterském studiu.
Andragogiku (pedagogiku dospělých) lze studovat na Univerzitě Karlově, Filozofické fakultě, Katedře andragogiky a personálního řízení, v bakalářském, magisterském a doktorském studiu.

## Doktorské studium
Doktorské studium Ph.D. pedagogických věd představuje nejvyšší možnou kvalifikaci pro pedagogy-výzkumníky, kteří jsou připraveni nejen pro oblast výzkumu a vývoje, ale rovněž pro akademickou dráhu na univerzitách. Realizuje se na Univerzitě Karlově v Praze na filozofické fakultě ve studijním programu Pedagogika jak v oboru Andragogika tak v oboru Sociální pedagogika a oboru Pedagogika a na Masarykově univerzitě v Brně na Filozofické fakultě na Ústavu pedagogických věd v oboru Pedagogika a Andragogika. Ve všech případech se opírá primárně o filozofii výchovy s interdisciplinaritou psychologie osobnosti, sociologie výchovy a neurověd s návazností na predchozí studijní magisterskou specializaci. Dále se na FF UK realizuje v programu Historické vědy v oboru Didaktika dějepisu a v programu Filologie a v oboru Didaktika konkrétního jazyka a to v návaznosti na konkrétní obor a jeho metodologii. Na FFUK se jedná o nejstarší pedagogické studium od založení tzv. artistické fakulty.
Na pedagogické fakultě UK se realizuje v programu Pedagogika v oboru Pedagogika a v oboru Primární pedagogika , v oboru Didaktika českého jazyka, v oboru Didaktika matematiky a v oboru Hudební teorie a pedagogika. Ve studijním programu Specializace v pedagogice se realizuje v oboru Výtvarná výchova a Vzdělávání v biologii.
Na přírodovědecké fakultě UK se realizuje v oboru Didaktika chemie a v oboru Vzděláváni v chemii. Na matematicko-fyzikákní fakultě se realizuje v oboru Didaktika fyziky a obecné otázky fyziky. Na Akademii múzických umění v Praze, na divadelní fakultě se realizuje program Teorie a praxe dramatické výchovy.
Na Masarykově univerzitě v Brně na pedagogické fakultě se v programu Specializace v pedagogice realizuje obor Didaktika geografie. Na Univerzitě Palackého v Olomouci, na pedagogické fakultě se v programu Specializace v pedagogice realizuje obor Didaktika literatury a obor Didaktika informatiky.

## Časopisy
Některé české odborné pedagogické časopisy
| název časopisu        | vydavatel                                     | frekvence                             | poznámka |
| --------------------- | --------------------------------------------- | ------------------------------------- | --- |
| Aula                  | Centrum pro studium vysokého školství, v.v.i. | 4× ročně                              | publikuje články a studie z oblasti vysokoškolského vzdělávání, vysokoškolské politiky, sociálního postavení studentů, uplatnění absolventů apod. |
| e-Pedagogium          | PedF UP                                       | 4× ročně (2 anglická a 2 česká čísla) | Nezávislý recenzovaný odborný časopis pro interdisciplinární výzkum v pedagogice, speciální pedagogice a didaktikách oborů. |
| Komenský              | PedF MU                                       | 4× ročně                              | časopis pro ZŠ; nejstarší pedagogický časopis u nás (vychází od roku 1873) |
| Pedagogická orientace | Česká pedagogická společnost                  | 6× ročně                              | zaměřuje se na obecnější, aktuální problémy pedagogické teorie a praxe, pedagogického výzkumu, školské politiky a přípravy budoucích učitelů |
| Sociální pedagogika   | FHS UTB ve ZLíně                              | 2 x ročně                             | Časopis pojímá sociální pedagogiku v širokém rámci jako oblast zkoumající sociální aspekty výchovy a rozvoje dětí, mládeže a dospělých. Sociální pedagogika je interdisciplinární věda, která spolupracuje se širokým spektrem dalších disciplín. |
| Pedagogika            | PedF UK                                       | 4× ročně                              | uveřejňuje odborné texty z filozofie výchovy a z pedagogických disciplín – a to jak ze základních věd, tak z aplikovaného výzkumu |
| Orbis scholae         | společně PedF UK a PedF MU                    | 3× ročně                              | zaměřený na problematiku školního vzdělávání v jeho širších sociokulturních souvislostech; jedno číslo vždy v angličtině |
| Studia paedagogica    | Ústav pedagogických věd FF MU                 | 4x ročně                              | teoretické, ale především empirické příspěvky týkající se vzdělávání, výchovy a učení ve všech sférách života společnosti; 2 česká čísla a dvě anglická čísla ročně; plné verze článků jsou dostupné online; časopis usiluje o interdisciplinární otevřenost; časopis je zařazen do databáze SCOPUS |
| Speciální pedagogika  | PedF UK                                       | 5× ročně                              | určen především pedagogům na školách a zařízeních pro mentálně retardované, sluchově, řečově, zrakově a tělesně postižené, na školách při nemocnicích a ozdravovnách a na školách a zařízeních pro obtížně vychovatelné |
| JTIE                  | PedF UP                                       | 2x ročně                              | zaměřuje se na publikování výzkumných výsledků, teoretických studií a odborných prací z oblasti oborových didaktik; svým členěním pokrývá v celém rozsahu oborovou didaktiku technických (inženýrských) předmětů, oborovou didaktiku informatiky a digitálních technologií, a dále oborovou didaktiku přírodovědných disciplín (chemie, fyzika, geografie, přírodopis, ekologie), vč. matematiky; v rámci ostatních oborových didaktik (např. výtvarná výchova, dějepis, hudební výchova, cizí jazyky, český jazyk a literatura…) jsou publikovány články orientované na využívání digitálních technologií (ICT) ve vzdělávání. |

Některé české populární pedagogické časopisy
| název časopisu    | vydavatel       | frekvence | poznámka                                                                         |
| ----------------- | --------------- | --------- | -------------------------------------------------------------------------------- |
| Učitelské noviny  | Gnnosis, s.r.o. | týdeník   |                                                                                  |
| Moderní vyučování | AISIS           | 10× ročně | zaměřen na inovační trendy v českém i zahraničním školství                       |
| Informatorium 3-8 | Portál, s.r.o.  | 10× ročně | časopis pro výchovu dětí od 3 do 8 let v mateřských školách a školních družinách |